# Chui A-poo
Chui A-poo, o Chui Apoo (caratteri cinesi: 徐亞保; ... – 1851), è stato un pirata cinese.
Durante la dinastia Qing, fu al comando di una flotta di oltre 500 giunche nel Mar Cinese meridionale. All'epoca, fu uno dei due più famosi pirati del Mar Cinese meridionale, insieme a Shap Ng-tsai.
Nel settembre del 1849, la sua flotta, che aveva sede a Bias Bay, nell'est di Hong Kong, fu distrutta dalle navi da guerra britanniche. Più di 400 pirati furono uccisi e Chui rimase gravemente ferito. Anche se inizialmente riuscì a fuggire, fu tradito e consegnato agli inglesi. Sulla sua testa, infatti, pendeva una taglia di 500 dollari per l'omicidio di due ufficiali. La sua condanna fu l'esilio a vita a Van Diemen's Land (odierna Tasmania), ma si impiccò nella sua cella prima di essere esiliato.